# Данък брада
Данък брада (на руски: Налог на бороду; на английски: Beard tax) е данък, който облага мъжете имащи брада. Целта му е да намали броя на мъжете с брада и да донесе приходи в държавния бюджет.

## Католическата църква
През 1119 г. на Събора в Тулуза се издава предписание за забрана за носенето на дълги коси и бради. В края на XVI век кардинал Карло Боромео се обявява за пълна забрана на брадите, но идеята му се проваля.

## Англия
През 1535 г. крал Хенри VIII, който има брада, въвежда данък за мъжете, които имат брада. Неговата дъщеря Елизабет I въвежда отново данък брада. Всички, които имат брада на повече от две седмици се облагат с данъка.

## Русия
На 29 август 1689 г. Петър I издава указ „О ношении немецкого платья, о бритии бород и усов, о хождении раскольникам в указанном для них одеянии“, който забранява носенето на бради от началото на Новата година. По това време в Руската империя тя започва на 1 септември.
На 5 септември 1689 г. с втори указ се препоръчва на всички мъже, намиращи се на държавна служба и издръжка, да бръснат брадите и мустаците си. Единствено свещеници и дякони имат право да са с брада. Всички останали, които искат да имат брада трябва да заплатят данък. Те трябва да носят меден медальон, удостоверяващ платения данък. От данък са освободени само московският губернатор Тихон Стрешньов и боляринът Михаил Черкаски.
През януари 1705 г. се въвежда различна такса, която се определя от социалния произход. Сумата, с която се облагат царедворците, градските дворяни и чиновниците е 600 рубли годишно, търговците – 100 рубли, обикновените граждани – 60 рубли, а слугите, кочияшите и други градски длъжностни лица по 30 рубли. Селяните не се облагат с данък, но при всяко посещение на града са задължени да заплатят 1 копейка. От 1715 г. всички се облагат с 50 рубли годишен данък.
Данъкът е отменен през 1772 г. от Екатерина Велика.

## САЩ
През 1830 г. в щата Масачузетс, САЩ е приет закон, с който носенето на брада се наказва със затвор.